# 大武德亞夫爾湖

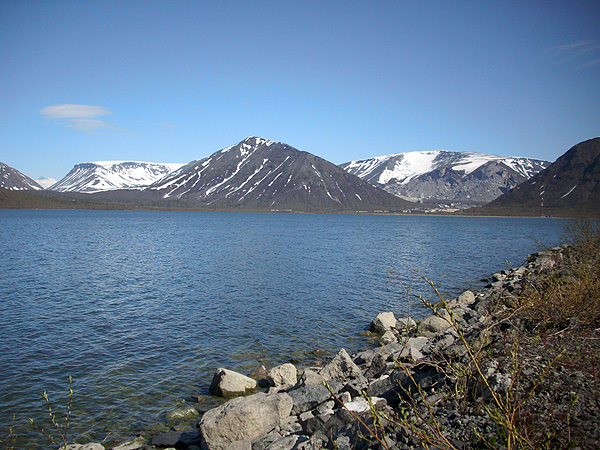

大武德亞夫爾湖（羅馬化：Bolʹshoy Vudʺyavr），是俄羅斯的湖泊，位於該國西北部摩爾曼斯克州，處於科拉半島中部，長2公里、寬2.5公里，面積3.26平方公里，海拔高度312.7米，集水區面積125平方公里，湖岸線長度8公里，最大水深40米，湖水來自融雪和雨水。